# 워드-다카하시 항등식
양자장론에서 워드-다카하시 항등식(Ward–Takahashi identity)은 뇌터 정리를 일반화한 항등식이다.

## 역사
존 클라이브 워드(John Clive Ward)가 1950년에 특수한 형태를 발표하였다. 다카하시 야스시(高橋 康)가 이를 일반화하였다.

## 정의
주어진 양자장론이 어떤 전역적(global) 대칭 {\displaystyle \delta _{\epsilon }}을 가진다고 하자. 즉,
{\displaystyle \delta _{\epsilon }\left[D\phi \;\exp(iS[\phi ])\right]=0}
이라고 하자. 여기서 {\displaystyle D\phi }는 경로 적분의 측도이고, {\displaystyle \exp(iS)}는 경로 적분의 볼츠만 인자이고, {\displaystyle X}는 주어진 연산자이다. 이제, {\displaystyle \epsilon }을 상수가 아니라 (무한소의) 함수 {\displaystyle \epsilon (x)}로 놓자. 그렇다면 {\displaystyle D\phi \;\exp(iS)}의 변분은 일반적으로 다음과 같은 꼴을 취한다.
{\displaystyle \delta _{\epsilon }\left[D\phi \;\exp(iS[\phi ])\right]=D\phi '\;\exp(iS[\phi '])i\int J^{\mu }\partial _{\mu }\epsilon \;d^{D}x=-D\phi '\;\exp(iS[\phi '])i\int (\partial \cdot J)\epsilon \;d^{D}x}.
뿐만 아니라, 임의의 연산자 {\displaystyle X}를 삽입하면 다음과 같다.
{\displaystyle \delta _{\epsilon }\left[D\phi \;X[\phi ]\exp(iS[\phi ])\right]=-D\phi '\;X[\phi ']\exp(iS[\phi '])\int (\partial \cdot J)\epsilon \;d^{D}x+D\phi \;(\delta _{\epsilon }X)\exp(iS[\phi ])}.
이제 다음과 같은 항등식을 유도할 수 있다.
{\displaystyle 0=\int X[\phi ']\exp(iS[\phi '])\;D\phi '-\int X[\phi ]\exp(iS[\phi ])\;D\phi }
{\displaystyle =\int \delta _{\epsilon }\left[X[\phi ]\exp(iS[\phi ])\;D\phi \right]}
{\displaystyle =\langle \delta _{\epsilon }X\rangle _{0}-i\int \langle (\partial \cdot J)X\rangle _{0}\epsilon \;d^{D}x}.
여기서 {\displaystyle \langle \cdots \rangle _{0}}은 시간 순서 진공 기댓값이다.
이를 워드-다카하시 항등식이라고 한다.
워드-다카하시 항등식을 비가환 게이지 대칭에 대하여 일반화할 수 있다. 이를 슬라브노프-테일러 항등식(Slavnov–Taylor identity)이라고 한다.